# Calcioandyrobertsita
La calcioandyrobertsita és un mineral de la classe dels fosfats. Rebé el seu nom en honor d'Andrew (Andy) Clifford Roberts, mineralogista del Servei Geològic del Canadà i especialista en la documentació de noves espècies minerals. La calcioandyrobertsita és isoestructural i l'anàleg de calci de l'andyrobertsita; també es troba relacionada estructuralment amb el grup de la lavendulana.

## Característiques
La calcioandyrobertsita és un fosfat de fórmula química KCaCu₅(AsO₄)₄[As(OH)₂O₂](H₂O)₂. Cristal·litza en el sistema monoclínic. La seva duresa a l'escala de Mohs és 3.
Segons la classificació de Nickel-Strunz, la calcioandyrobertsita pertany a «08.DH: Fosfats amb cations de mida mitjana i gran, (OH, etc.):RO₄ < 1:1» juntament amb els següents minerals: minyulita, leucofosfita, esfeniscidita, tinsleyita, jahnsita-(CaMnFe), jahnsita-(CaMnMg), jahnsita-(CaMnMn), rittmannita, whiteïta-(CaFeMg), whiteïta-(CaMnMg), whiteïta-(MnFeMg), jahnsita-(MnMnMn), kaluginita, jahnsita-(CaFeFe), jahnsita-(NaFeMg), jahnsita-(NaMnMg), jahnsita-(CaMgMg), manganosegelerita, overita, segelerita, wilhelmvierlingita, juonniïta, calcioferrita, kingsmountita, montgomeryita, zodacita, arseniosiderita, kolfanita, mitridatita, pararobertsita, robertsita, sailaufita, mantienneïta, paulkerrita, benyacarita, xantoxenita, mahnertita, andyrobertsita, keckita, englishita i bouazzerita.

## Formació i jaciments
A la mina Tsumeb, la seva localitat tipus, la calcioandyrobertsita es troba formant intercreixements lamelars amb l'andyrobertsita; aquests creixements de dos minerals formen un continu cristal·logràfic i, per tant, només es poden calcular els valors mitjans de les propietats dels minerals. L'any 1999 només es coneixia un espècimen del mineral, un agregat de plaques de 0,1 x 5 x 10 mm. Aquest agregat es trobà associat amb adamita cuprifera, olivenita rica en zinc i tennantita. Actualment s'han descrit exemplars a Alemanya i Suïssa a més a més de Namíbia.